# Sungai Ungar
Sungai Ungar is een bestuurslaag in het regentschap Karimun van de provincie Riau-archipel, Indonesië. Sungai Ungar telt 2.949 inwoners (volkstelling 2010).